# Uromastyx ornata
Uromastyx ornata är en ödleart som beskrevs av  Lucas Friedrich Julius Dominikus von Heyden 1827. Uromastyx ornata ingår i släktet dabbagamer, och familjen agamer. Artepitet i det vetenskapliga namnet är latin och betyder dekorerad med ornament.
Denna ödla förekommer på västra Arabiska halvön och på Sinaihalvön. Den lever i låglandet och i bergstrakter upp till 1000 meter över havet. Habitatet utgörs av savanner, andra gräsmarker, buskskogar och klippiga landskap med glest fördelad växtlighet. Individerna gömmer sig i bergssprickor och ibland i jordhålor. Honor lägger 6 till 17 ägg per tillfälle.
Flera exemplar fångas och säljs som terrariedjur. Arten påverkas negativ när buskar av släktet Acacia försvinner. Hela populationen är fortfarande stor. IUCN kategoriserar arten globalt som livskraftig.

## Underarter
Arten delas in i följande underarter:
- U. o. ornata
- U. o. philbyi

## Bildgalleri

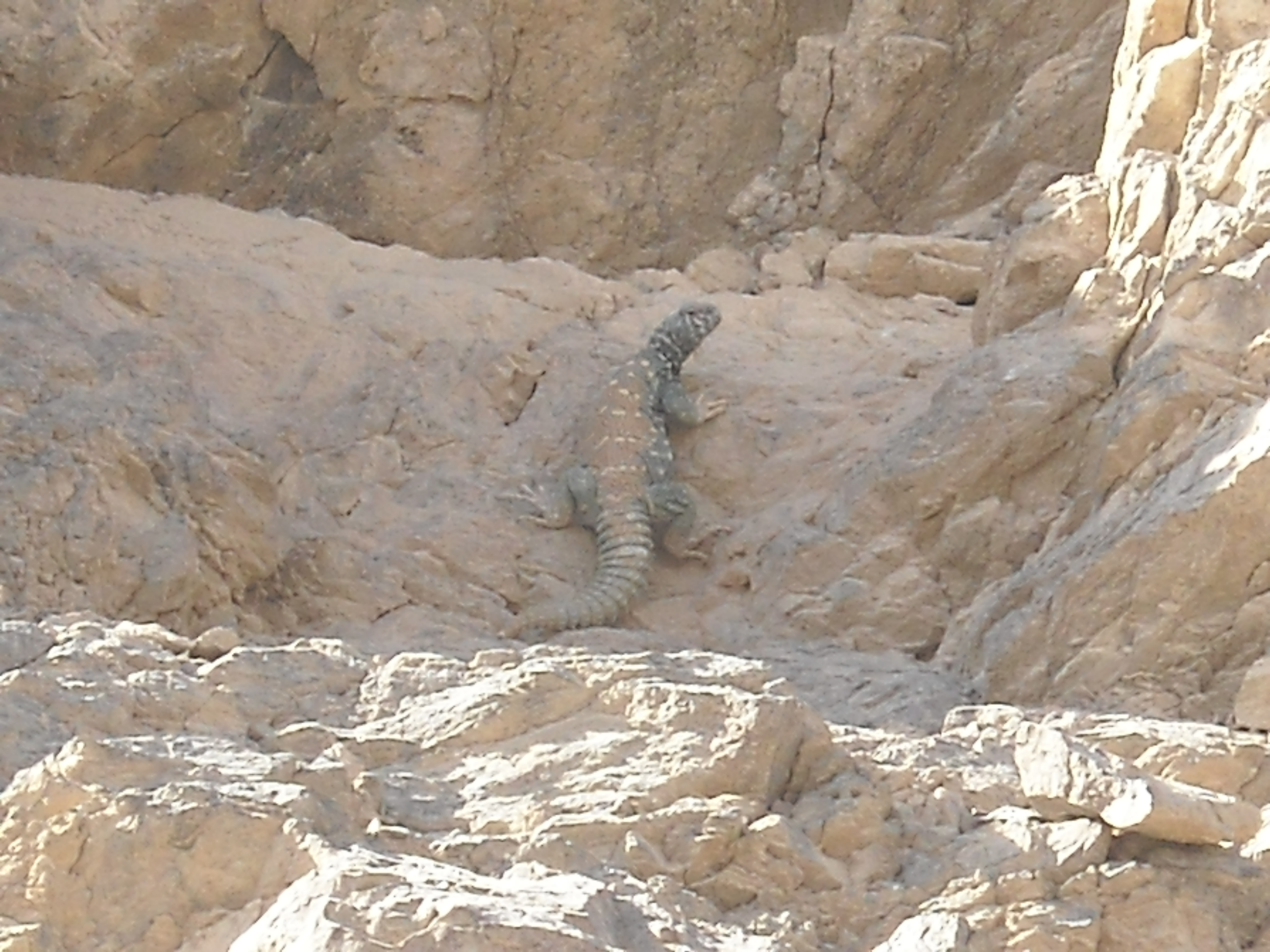
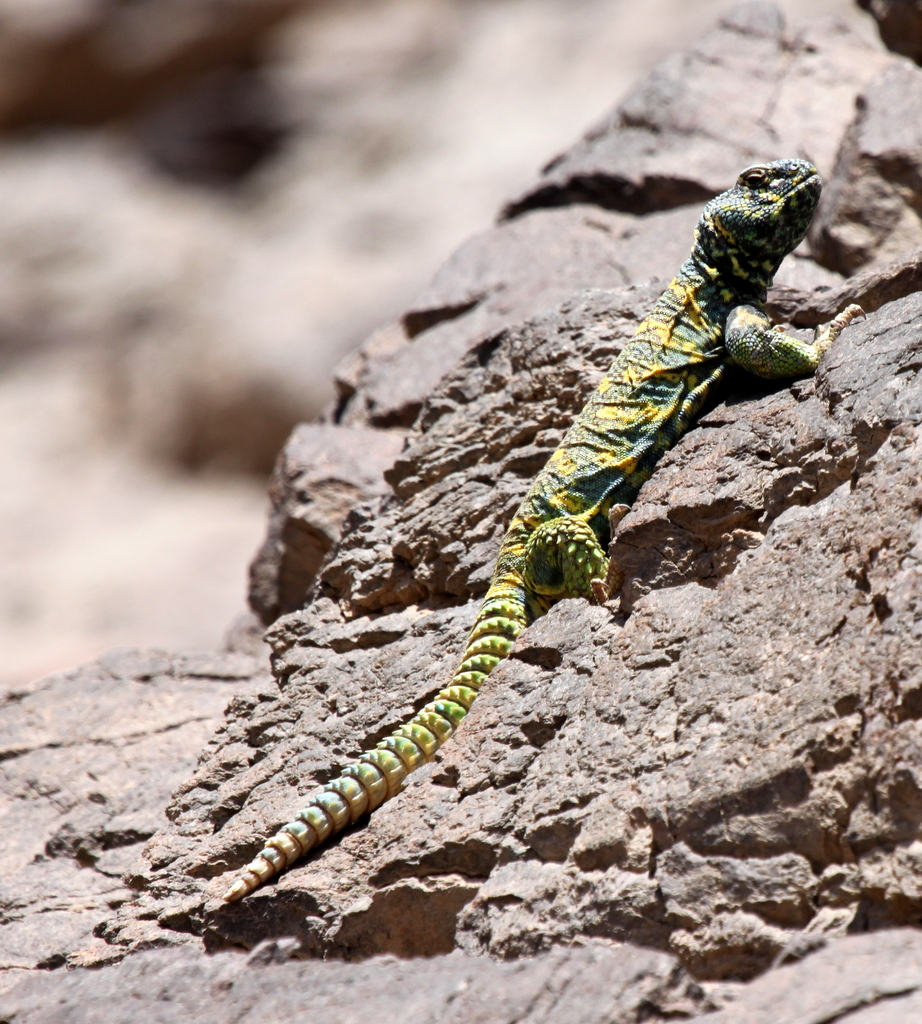